# Haben Sie davon gewußt?
Haben Sie davon gewußt? ist ein 1979 von Walter Kempowski herausgegebenes Befragungsbuch, in dem der Autor Äußerungen von rund 300 Zeitzeugen zu der Frage, ob sie von den Verbrechen der Nazis wussten, zusammengetragen hat. Es handelt sich um den sechsten Band seines Werks Deutsche Chronik.

## Inhalt
Kempowski trägt Äußerungen zu der Frage zusammen, inwieweit das nach dem Krieg zumeist zu hörende „Das haben wir nicht gewußt“ bezüglich der Verbrechen der Nazis berechtigt ist.
Ihn interessiert, ob die Menschen wirklich so unbegreiflich uninformiert waren oder ob es ihnen darum ging, sich aus der Verantwortung zu stehlen.
Die literarische Collage bringt zu Tage, dass überwiegend nach einem spontanen „Nein“ freimütig das Gegenteil Preis gegeben wurde.

## Gliederung
Kempowski hat bewusst darauf verzichtet, eine inhaltliche Ordnung der Antworten vorzunehmen. Er betont, dass er den Aussagen große Ernsthaftigkeit beimisst und aus diesem Grunde eine künstliche Strukturierung ausschloss. Allerdings hat er die Aussagen chronologisch angeordnet, also im zeitlichen Ablauf, wie er sich aus den Inhalten des Erwähntem ergab.
Als Zwischenüberschriften sind eingefügt:
- Haben wir davon gewußt? (S. 8)
- Wir nahmen das mehr als Einzelaktionen ... (S. 15)
- 1939/40 Ist das eine Strafeinheit? (S. 50)
- 1941 Mein Gedächtnis ist sehr lückenhaft ... (S. 61)
- 1942 Daß so was überhaupt geht! (S. 75)
- 1943 Das wollte natürlich keiner glauben (S. 91)
- 1944 Als wir das sahen, glaubten wir nicht mehr an den Endsieg (S. 107)
- 1945 Wenn uns die Rechnung aufgemacht wird, dann gute Nacht! (S. 125)
- 1945 Die hielten sich für was Besseres! (S. 136)

Eugen Kogon schrieb ein Nachwort. (S. 145)
Am Ende des Bandes ist eine doppelseitige Übersichtskarte der KZ-Lager des „Dritten Reiches“: Hauptlager, Außenlager und selbständige Kommandos, Gestapo-Gefängnisse abgedruckt.

## Rezeption